# Necallianassa acanthura
Necallianassa acanthura is een tienpotigensoort uit de familie van de Callianassidae. De wetenschappelijke naam van de soort is voor het eerst geldig gepubliceerd in 1946 door Caroli.